# Municipio de Sumter
El municipio de Sumter (en inglés: Sumter Township) es un municipio ubicado en el condado de McLeod en el estado estadounidense de Minnesota. En el año 2010 tenía una población de 535 habitantes y una densidad poblacional de 5,78 personas por km².

## Geografía
El municipio de Sumter se encuentra ubicado en las coordenadas 44°46′6″N 94°18′59″O / 44.76833, -94.31639. Según la Oficina del Censo de los Estados Unidos, el municipio tiene una superficie total de 92.55 km², de la cual 90,65 km² corresponden a tierra firme y (2,05 %) 1,9 km² es agua.

## Demografía
Según el censo de 2010, había 535 personas residiendo en el municipio de Sumter. La densidad de población era de 5,78 hab./km². De los 535 habitantes, el municipio de Sumter estaba compuesto por el 97,94 % blancos, el 0,37 % eran asiáticos, el 0,93 % eran de otras razas y el 0,75 % eran de una mezcla de razas. Del total de la población el 1,5 % eran hispanos o latinos de cualquier raza.